# Mamadou Dembelé
Mamadou Dembelé (* Januar 1934; † 9. Oktober 2016) war ein Politiker aus Mali. Vom 6. Juni 1986 bis zum 6. Juni 1988 war er unter Präsident Moussa Traoré Premierminister von Mali. Er war Mitglied der malischen Einheitspartei Union Démocratique du Peuple Malien (UDPM).